# كأس السوبر الإيطالي 2023
كأس السوبر الإيطالي 2023 (يُطلق عليها اسم EA Sports FC Supercup لأسباب تتعلق بالرعاية) هو النسخة السادس والثلاثون من كأس السوبر الإيطالي، تعتبر النسخة الأولى التي تضم أربعة فرق في كأس السوبر الإيطالي لكرة القدم، وهي توسعة من الشكل السابق المتمثل في مباراة واحدة بين ناديين.

## المؤهل
ستضم البطولة الفائزين والوصيفين في مسابقة الدوري الإيطالي 2022–23 ومسابقة كأس إيطاليا 2022–23.

### الفرق المؤهلة
تأهلت الفرق الأربعة التالية للبطولة.
| الفريق     | طريقة التأهيل                       | الظهور | آخر ظهور                             | الأداء السابق | الأداء السابق |
| الفريق     | طريقة التأهيل                       | الظهور | آخر ظهور                             | الفائز        | الوصيف        |
| ---------- | ----------------------------------- | ------ | ------------------------------------ | ------------- | ------------- |
| نابولي     | بطل مسابقة الدوري الإيطالي 2022–23  | 5th    | وصيف مسابقة كأس السوبر الإيطالي 2020 | 2             | 2             |
| إنتر ميلان | بطل مسابقة كأس إيطاليا 2022–23      | 12th   | بطل مسابقة كأس السوبر الإيطالي 2022  | 7             | 4             |
| لاتسيو     | وصيف مسابقة الدوري الإيطالي 2022–23 | 9th    | بطل مسابقة كأس السوبر الإيطالي 2019  | 5             | 3             |
| فيورنتينا  | وصيف مسابقة كأس إيطاليا 2022–23     | 3rd    | وصيف مسابقة كأس السوبر الإيطالي 2001 | 1             | 1             |

## التنظيم
تضمنت المسابقة مباراتين نصف نهائيتين لتحديد الفريقين اللذين سيلعبان في النهائي. ستقام المباريات الثلاث في مباراة واحدة. ستتكون المباريات من شوطين مدة كل منهما 45 دقيقة. في حالة التعادل، يتم حسم المباريات عن طريق ركلات الترجيح.

## المكان
ستقام جميع المباريات الثلاث على ملعب الأول بارك في العاصمة الرياض، المملكة العربية السعودية.
| الرياضكأس السوبر الإيطالي 2023 (المملكة العربية السعودية) |               |
| الرياضكأس السوبر الإيطالي 2023 (المملكة العربية السعودية) | الأول بارك    |
| الرياضكأس السوبر الإيطالي 2023 (المملكة العربية السعودية) | السعة: 25,000 |
| --------------------------------------------------------- | ------------- |

## المباريات
الأوقات المذكورة هي حسب توقيت السعودية (UTC+3).

### تنظيم البطولة
|  | نصف النهائي                | نصف النهائي |                            |   | النهائي | النهائي |
|  |                            |             |                            |   |         |         |
|  | 18 يناير 2024 – الأول بارك |             |                            |   |         |         |
|  |                            |             |                            |   |         |         |
|  | نابولي                     | 3           |                            |   |         |         |
|  | نابولي                     | 3           | 22 يناير 2024 – الأول بارك |   |         |         |
|  | فيورنتينا                  | 0           |                            |   |         |         |
|  | فيورنتينا                  | 0           | نابولي                     | 0 |         |         |
|  | 19 يناير 2024 – الأول بارك |             | نابولي                     | 0 |         |         |
|  |                            | إنتر ميلان  | 1                          |   |         |         |
|  | إنتر ميلان                 | إنتر ميلان  | 1                          | 3 |         |         |
|  | إنتر ميلان                 |             |                            | 3 |         |         |
|  | لاتسيو                     | 0           |                            |   |         |         |
|  | لاتسيو                     | 0           |                            |   |         |         |

### نصف النهائي
| نابولي                                         | 3–0   | فيورنتينا |
| ---------------------------------------------- | ----- | --------- |
| - جيوفاني سيميوني 22' - أليسيو زيربين 84'، 86' | تقرير |           |

| إنتر ميلان                                                               | 3–0   | لاتسيو |
| ------------------------------------------------------------------------ | ----- | ------ |
| - ماركوس تورام 17' - هاكان تشالهان أوغلو 50' (ركلة.) - دافيد فراتيسي 87' | تقرير |        |

### النهائي
| نابولي | 0–1 | إنتر ميلان             |
| ------ | --- | ---------------------- |
|        |     | 1+90' لاوتارو مارتينيز |

## أنظر أيضاً
- الدوري الإيطالي 2022–23
- كأس إيطاليا 2022–23